# Niederländische Badmintonmeisterschaft 1993
Die Niederländische Badmintonmeisterschaft 1993 war die 48. Austragung der nationalen Titelkämpfe im Badminton in den Niederlanden.

## Sieger und Finalisten
| Disziplin    | Gold                               | Silber           |
| ------------ | ---------------------------------- | ---------------- |
| Herreneinzel | Jeroen van Dijk                    | Pierre Pelupessy |
| Dameneinzel  | Astrid van der Knaap               | Monique Hoogland |
| Herrendoppel | Chris Bruil Ron Michels            |                  |
| Damendoppel  | Eline Coene Erica van den Heuvel   |                  |
| Mixed        | Quinten van Dalm Nicole van Hooren |                  |